# فيليكس براون
فيليكس براون (بالألمانية: Felix Braun)‏ هو ناقد أدبي وصحفي وكاتب مسرحي وكاتب وشاعر نمساوي، ولد في 4 نوفمبر 1885 في فيينا في النمسا، وتوفي في 29 نوفمبر 1973 في كلوسترنوبرغ في النمسا.

## وصلات خارجية
- فيليكس براون على موقع مونزينجر (الألمانية)